# Skateboard

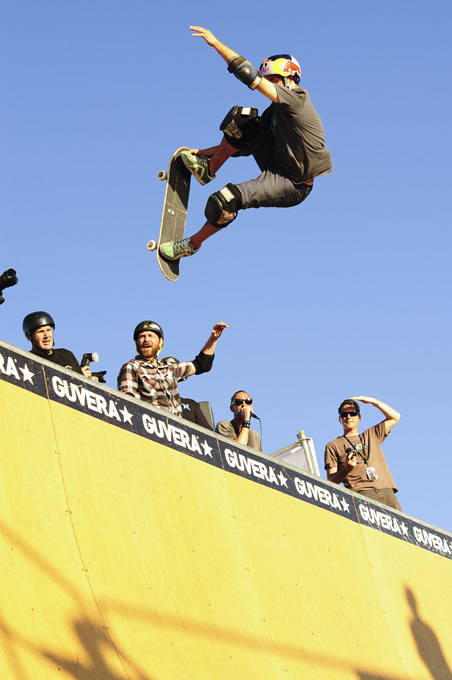
Uno skater che, indossando le necessarie protezioni, è alle prese con una rampa.

Lo skateboard (spesso abbreviato in skate o, meno comunemente, skating, termine utilizzato anche per descrivere altri sport che prevedano una componente di pattinaggio), è uno sport nato in California negli anni sessanta. Questo sport si pratica con uno speciale attrezzo, lo skateboard, ossia una tavola con quattro ruote: due anteriori e due posteriori. È stato inventato principalmente per permettere ai surfisti di praticare il proprio sport anche in assenza di mare mosso. Dal 2020, in occasione dei Giochi della XXXII Olimpiade di Tokyo, lo skateboard è diventato una disciplina olimpica.
In italiano il nome dello sport coincide con l'oggetto usato per praticarlo, cioè "skateboard", mentre in lingua inglese il nome dello sport è skateboarding, termine non attestato nei principali dizionari della lingua italiana.
Lo skateboard è altamente personalizzabile, data la grande quantità di varianti che si possono trovare per ognuna delle sue componenti. Gli skater sono soliti allenarsi negli skatepark, ovvero luoghi muniti di half-pipe, corrimani e altri tipi di rampe. Queste strutture sono necessarie per effettuare i vari trick. Spesso gli skater si ritrovano in questi parchi o davanti agli skateshop, i negozi di questo sport.

## Storia

### Le origini (anni 1945–60)
I primi skater praticavano lo sport con tavole improvvisate e ruote per pattini a rotelle attaccate al fondo. Lo skateboard odierno è nato alla fine degli anni quaranta, o all'inizio degli anni cinquanta, concepito inizialmente per sostituire la tavola da surf in assenza di onde. Per questo, lo skateboard veniva anche chiamato sidewalk surfing, ossia "surf sul marciapiede". Dopo il concepimento, questo sport iniziò presto a spopolare negli Stati Uniti: la prima rivista di skateboard, The Quarterly Skateboarder, fu difatti pubblicata nel 1964. John Severson, l'autore della rivista, scrisse le seguenti parole nel suo primo editoriale:
La rivista durò solo quattro numeri, tornando nel 1975 con il nome di Skateboarder. La prima trasmissione di una vera competizione di skateboard fu quella dei National Skateboard Championships 1965, che si tennero ad Anaheim, in California.
Nel 1966 diverse fonti iniziarono a sostenere che lo skateboard fosse pericoloso, con il risultato che i negozi erano riluttanti a venderli e i genitori esitavano a comprarli. Ciò portò a una significativa diminuzione delle vendite, insieme all'interruzione della pubblicazione dello Skateboarder. La popolarità dello skateboard subì un duro colpo, che durò fino agli inizi degli anni settanta.

### Anni 1970–80
All'inizio degli anni settanta, Frank Nasworthy iniziò a sviluppare una ruota da skateboard in una materia resistente e compatta per i salti, chiamando la sua azienda Cadillac Wheels. Prima della creazione di questo nuovo materiale, le ruote da skateboard erano in metallo o argilla. In questo periodo gli skatepark non esistevano ancora, quindi gli skater si radunavano per andare in skateboard in contesti urbani.
Nel 1975 lo skateboard spopolò nuovamente, portando a una delle più grandi competizioni di skateboard degli anni settanta, i Del Mar National Championships, che si dice avessero avuto fino a 500 concorrenti.
Nel marzo del 1976 vennero inaugurati i primi due skatepark statunitensi di grandi dimensioni: lo Skateboard City di Port Orange, Florida, e lo skatepark Carlsbad nella contea di San Diego, California.
Negli anni settanta, inoltre, veniva praticato uno stile di skateboard chiamato "vert", che prevedeva l'utilizzo di rampe. I primissimi trick con lo skate consistevano principalmente in manovre freestyle bidimensionali come il manual (impennata su due ruote) e l'hippie jump (un semplice salto da uno skateboard in movimento, per poi atterrarvici nuovamente sopra). Nel 1976, lo skateboard fu trasformato dall'invenzione dell'ollie (salto con lo skateboard) di Alan "Ollie" Gelfand, praticato principalmente in vert.
Molti skatepark dovettero, tuttavia, far fronte a ingenti responsabilità, poiché l'utilizzo di strutture come le rampe poteva compromettere l'incolumità dei visitatori. Ciò portò alla chiusura di numerosi skatepark negli Stati Uniti. In risposta, gli skater vert iniziarono a costruire le proprie rampe, mentre quelli freestyle continuarono a sviluppare il loro stile in flatland. L'assenza di skatepark portò comunque a un declino della popolarità dello sport, che si sentì particolarmente all'inizio degli anni ottanta.
Ciononostante, durante gli anni ottanta vennero sviluppati molti nuovi trick. Rodney Mullen, per esempio, adattò l'ollie al terreno piatto nel 1982. Egli inventò anche il magic flip, rinominato in seguito in kickflip, così come molti altri trick tra cui il 360 kickflip, ossia un 360 pop shove-it (una rotazione dello skateboard di 360° sull'asse orizzontale) e un kickflip (una rotazione sull'asse verticale) eseguiti insieme. Grazie al flatground ollie, tutte queste acrobazie a mezz'aria si possono praticare senza attrezzature in più rispetto allo skateboard stesso.

### Dopo il 2000
Nel 2001 la popolarità dello skateboard esplose nuovamente: molti americani di età inferiore ai 18 anni avevano difatti iniziato a praticare questo sport.
Lo skateboard e gli skatepark iniziarono a essere visti e utilizzati in una varietà di nuovi modi. Per esempio, alcune scuole decisero di includerli nei loro programmi di educazione fisica non tradizionale. Tale decisione era principalmente fondata su una nuova percezione dello skateboard, visto ora come uno sport in grado di rafforzare muscoli e ossa, migliorare l'equilibrio di chi lo pratica, e apportare un contributo educativo sui giovani, insegnando loro il rispetto reciproco e quello per l'ambiente, così come l'espressione artistica.
Nel 2003, nel sud della California, l'International Association of Skateboard Companies fondò il Go Skateboarding Day, con l'obiettivo di promuovere lo skateboard in tutto il mondo. Si celebra ogni anno il 21 giugno.
Nel 2009 Skatelab creò lo Skateboarding Hall of Fame and Museum.
Tra i nuovi trick sviluppati dopo il 2000 vi è il 1080, eseguito per la prima volta da Tom Schaar nel 2012.

## Pratica e diffusione
Lo skateboard può essere praticato dai cinque anni fino a tarda età, con l'approccio delle tecniche base quali la spinta, la curva e la fermata in sicurezza, meglio se sotto la guida di tecnici qualificati e istruttori, muniti dell'equipaggiamento di sicurezza idoneo. Le specialità acrobatiche sono predilette dai teenager. Se appreso con adeguata gradualità e praticato con precauzioni idonee (quali ginocchiere e gomitiere) e con l'aiuto di istruttori, può essere persino meno pericoloso di altri sport di massa.
Lo skateboard viene anche usato come allenamento per gli sport invernali (snowboard, sci) e per il surf. Inoltre, tutti gli amanti degli sport di glisse (scivolata) possono trovare nello skateboarding la disciplina più idonea alle loro capacità. Gli skate più lunghi procurano sensazioni simili a quelle di glissata degli altri sport di tavola "fratelli": servono, infatti, a carvare sull'asfalto, come i longboard.
Lo skateboarding è stato diffuso in parte da innumerevoli film. Un celebre esempio può essere Lords of Dogtown, che racconta la vita dei Z-Boys – Stacy Peralta, Tony Alva e Jay Adams – nella loro scalata al successo mondiale, dove lo skateboard viene presentato come allenamento sostitutivo al surf. Attualmente in Italia questo genere di attività è molto diffusa tra i più giovani ed è normalmente praticato per strada (street skating) o in apposite aree predisposte, chiamate skatepark, così come nei parchi pubblici.

## Specialità

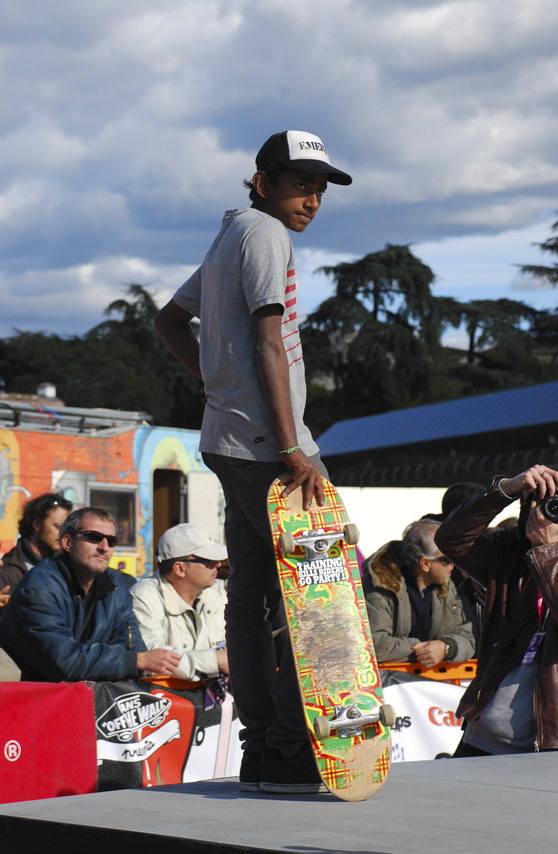
Skater in posa. Firenze, 2009.

Dal punto di vista tecnico, lo skateboard si può praticare in vari modi, come lo street skating, il vertical skating, il bowl / pool skating e il freestyle. Esistono anche specializzazioni basate sulla velocità, tra cui lo slalom skateboarding, lo slalom boardercross, il downhill, lo streetluge, il longjump e il freestyle.
La forma e la dimensione della tavola, nonché il tipo di accessori, differiscono in base alla specialità praticata, ma le tavole sono comunque tutte concave per fornire maggiore stabilità e manovrabilità. Grazie alle tecnologie odierne è anche possibile costruire tavole in fibra di carbonio: queste ultime, data la loro rigidezza sia flessionale che torsionale, permettono all'atleta di effettuare performance basate sulla velocità, come, per esempio, la tecnica dello slalompumping, che consiste nel trasferimento diretto sulla tavola di una spinta applicata dal piegamento delle gambe, che produce una conduzione di curva in accelerazione (senza dispersioni legate a torsioni e flessioni che limiterebbero la forza applicata e la precisione di inserimento in curva). La conduzione di curva, in questo caso, è basata su attrito volvente anziché radente (essendo lo skateboard su ruote), ed è analoga a quella dello snowboard e dello sci alpino dove, tuttavia, è l'attrito radente ad esercitare il ruolo principale di conduzione (essendo gli snowboard o gli sci dotati di lamine).
Nel vert skateboarding tale spinta si ottiene invece attraverso una tecnica chiamata transition pumping, che si applica nelle transizioni di pendenza (concavità e convessità dei bowl o concavità dei pipe / half pipe), che possono essere abbinate alla tecnica dello slalompumping qualora esistano tratti piani.

### Trick

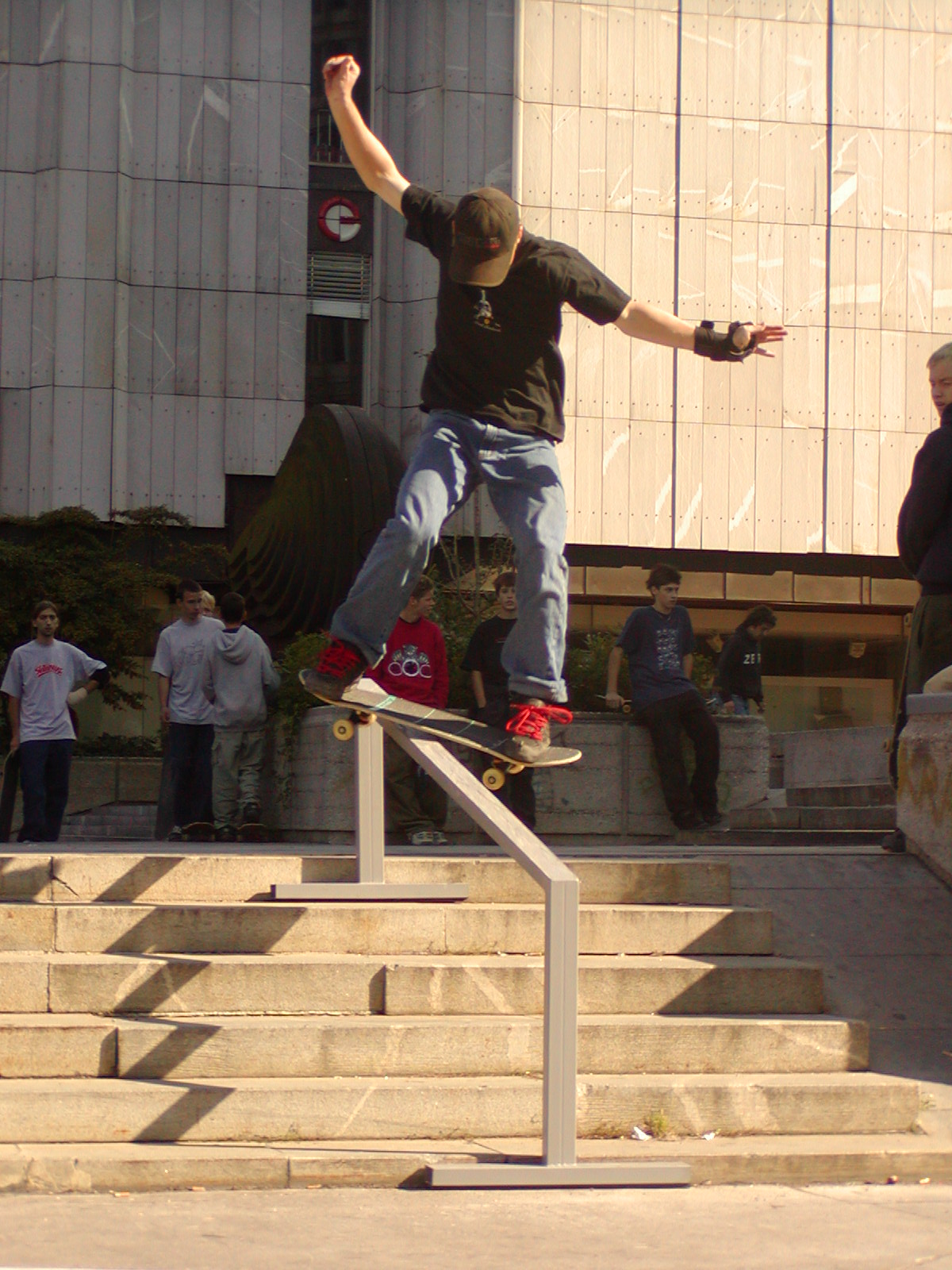
Skater mentre esegue una manovra (in gergo "trick").

I trick sono acrobazie effettuabili con lo skateboard; ne esiste qualche centinaio, gran parte derivanti dall'ollie, uno dei trick base che consiste nel saltare facendo rimanere la tavola attaccata ai piedi. L'ollie si esegue effettuando una pressione sul tail (la "coda") – la parte curva posteriore dello skateboard – sollevando quindi il nose (il "naso"), ovvero la parte curva anteriore, la quale si deve successivamente far abbassare con il piede livellando così la tavola in aria. Ciò la posiziona in maniera parallela al terreno, così che possa atterrare con tutte le ruote allo stesso tempo, chiudendo così il trick.
Tutti i trick possono essere effettuati in quattro diverse stance: in natural, con il piede secondario davanti (sinistro per chi è regular, destro per chi è goofy) e l'altro poggiato sul tail; in nollie, con il piede secondario poggiato sul nose e l'altro al centro della tavola; in switch, con i piedi invertiti rispetto alla posizione natural, ovvero con il sinistro davanti per chi è goofy e il destro davanti per chi è regular; e infine in fakie (una combinazione di switch e nollie): piede secondario al centro della tavola e piede dominante sul tail, che è rivolto verso la direzione di marcia.
Potendo combinare inoltre una rotazione del corpo alla categorizzazione di ogni trick, è possibile aggiungere al nome una dicitura in gradi e la direzione verso la quale viene effettuata. Se lo skater gira nella direzione della punta dei piedi, si parla di una rotazione in backside (BS); al contrario, una rotazione verso il tallone viene denominata frontside (FS). Un esempio può essere il BS 180° ollie.
Come già detto, dall'ollie derivano molti altri trick. I più famosi sono: l'heelflip, che consiste nel far roteare sull'asse orizzontale la tavola mentre si effettua un ollie utilizzando il tallone per colpire il fianco del nose; e il kickflip, nel quale la tavola ruota sull'asse orizzontale grazie a un calcio effettuato dall'avampiede sul fianco del nose. Di molti trick come questi esistono anche le versioni in double o triple, come i double o triple kickflip, che consistono in due o tre giri completi sull'asse orizzontale.
Un altro famoso trick è il pop shove-it, nel quale il piede posteriore viene utilizzato per conferire alla tavola una rotazione sull'asse verticale, solitamente di 180°, anche se vi sono variazioni di 360° e di 540°. La versione senza l'uso dell'ollie, dove la tavola non si "stacca" dal terreno in seguito al colpo eseguito dal piede posteriore, si chiama semplicemente shove-it, poiché la parola pop simula il suono della tavola colpisce il terreno.
Esistono anche combinazioni fra i vari pop shove-it e kickflip o heelflip. Se la tavola compie uno shove-it di 180° e un flip si parla di varial (e.g. varial heelflip); se i flip sono multipli e la tavola compie uno shove-it di 180°, il trick ha nome differente (e.g. nightmare flip, ossia un pop shove-it e un double kickflip); se lo shove-it è di 360° si parla di un 360 (e.g. 360 hardflip, ossia un 360 FS shove-it e un kickflip; 360 laser flip, ossia un 360 FS pop shove-it e un heelflip).
Altra grande categoria di trick è quella dei grind e degli slide, effettuabili in presenza di ringhiere oppure di bordi con spigolo di 90° come muretti o panchine. Presa una buona velocità con un ollie, si raggiunge tale spigolo per poi "grindarci", ovvero "strusciandoci" sopra con una parte dello skate. Il principale slide si chiama boardslide e si effettua facendo strusciare la parte centrale della tavola sul bordo, con i piedi su tail e nose in modo da equilibrarla. Il grind più semplice è invece il 50-50, che prevede un atterraggio sullo spigolo con la tavola perfettamente parallela al bordo da grindare, toccandolo con i due truck senza l'aiuto delle ruote.
L'impennata nello skateboarding si chiama manual e si effettua appoggiando più peso sul tail in modo da far alzare il nose. La stessa manovra eseguita in nollie prende il nome di nose manual.

### Game of S.K.A.T.E.
Gli skater sono soliti sfidarsi al cosiddetto game of S.K.A.T.E. Il gioco consiste nel far accumulare all'avversario tutte le lettere della parola "skate"; per farlo, è necessario dapprima proporre un trick. All'avversario viene assegnata una lettera quando, ripetendo il trick, non riesce ad eseguirlo correttamente. Di seguito sono riportate le regole del game of S.K.A.T.E.:
- Allo skater che propone un trick, finendo poi per sbagliarlo, non verrà assegnata alcuna lettera; tuttavia, il trick successivo verrà scelto dall'avversario.
- Un trick in cui il giocatore atterra sulla tavola, ma con le punte dei piedi o i talloni che toccano terra, non viene considerato valido.
- Un trick in cui il giocatore atterra sulla tavola, ma facendo toccar terra il tail o il nose, non viene considerato valido.
- Un trick in cui il giocatore atterra in maniera non stabile sulla tavola, o non riesce a rimanervici sopra dopo pochi metri, non viene considerato valido.
- Un trick in cui il giocatore atterra su due ruote non viene considerato valido.
- Gli unici trick che si possono proporre sono quelli in flatground.
- Non sono validi i handplant, i footplant, i no comply, i boneless, i grab, gli slide e i grind.
- Al giocatore a cui sono state già assegnate quattro lettere viene data la possibilità di riprovare l'ultimo trick.
- Non è possibile proporre per più di una volta lo stesso trick.

## Stile di vita
Più che un semplice mezzo di trasporto, lo skateboard, specie negli Stati Uniti e in Canada e, in misura minore, nel resto del mondo, è entrato a far parte dello stile di vita giovanile. In Svizzera, ad esempio, numerosi studenti lo utilizzano per recarsi a scuola, grazie anche ai numerosi e ben curati marciapiedi ciclabili.
In Italia tale sport arrivò nel 1977, dopo un servizio televisivo del programma Odeon: "Rubrica di spettacolo e curiosità dal mondo". L'inverno del 1977 registrò un autentico boom di vendite: strade e marciapiedi erano invase da giovanissimi entusiasti. Tuttavia, al successo dello skateboard si accompagnarono numerosissimi incidenti. A causa delle sue numerose strade in discesa, Genova fu la prima a vietare la circolazione dello skateboard, direttiva che, all'inizio del 1978, venne estesa in tutto il territorio nazionale. Lentamente, però, tale sport riacquisì visibilità e rispetto, fino a essere riconosciuto dal CONI.

### Abbigliamento

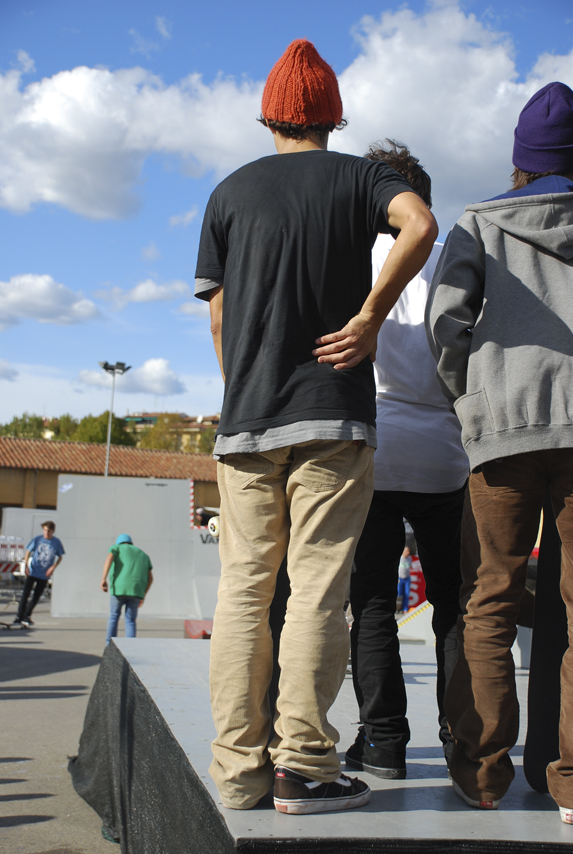
Degli skater mentre si preparano ad affrontare un giro di prova prima di una competizione.

A partire dalla fine degli anni ottanta, lo skateboard ha influenzato anche gli stili d'abbigliamento, che hanno subito varie trasformazioni con il passare del tempo. In origine gli indumenti da skate erano stretti, con pantaloni attillati portati a vita alta con una cintura, maglie di flanella o felpe col cappuccio (dette hoodie), scarpe del tipo slip-on o hi-top, solitamente della Vans, come i modelli checkerboard o Sk8-Hi, ma anche le popolari Converse All-Stars hi-top.
Negli anni novanta e nella prima metà dei duemila, lo stile skater prevedeva, di solito, scarpe da ginnastica colorate e large, molto alte e con tomaia rinforzata nella punta, dove era più frequente il contatto con il grip, ossia il lato superiore della tavola rivestito da un foglio di carta vetrata apposita che garantisce l'aderenza con la suola della scarpa; pantaloni di grandi taglie, portati a cavallo basso (cfr. sagging), maglietta anch'essa extra large e vari accessori.
Verso la seconda metà degli anni duemila, lo stile d'abbigliamento skater ha cominciato a riavvicinarsi a quello degli anni ottanta, dove lo stretto ha ripreso il posto del largo, con indumenti vintage e old school. Emblema di questo mutamento è stata la cosiddetta ondata punk revival, che include nel vestiario tipico i caratteristici indumenti dello skate old school.

## Aspetti legali dellostreet skating
Per la disciplina dello street skating, ovvero lo skateboarding praticato per strada, è di primaria importanza l'utilizzo di vari elementi dell'arredamento urbano, quali marciapiedi, scalinate, corrimani. D'altro canto l'uso di queste strutture da parte degli sportivi può creare problemi di sicurezza e mettere a rischio l'incolumità dei passanti, portando inoltre alla degradazione delle strutture stesse.
La frase "skateboarding is not a crime", rinomata tra gli skater, rivendica la legittimità dell'utilizzo dello skateboard per strada. Difatti, nonostante l'esistenza di skatepark attrezzati con corrimani, scalinate e altri elementi architettonici riproducenti l'arredo urbano, i praticanti puristi considerano l'utilizzo della strada l'unica opzione rispettabile per praticare lo street skating.
In aggiunta a ciò, in molte località vi è una vera e propria carenza di strutture adibite a questo sport, in special modo in Italia (a differenza, per esempio, delle strutture dedicate al calcio); spesso le poche strutture esistenti sono fatiscenti e pericolose. Come conseguenza, gli skater preferiscono girare per le strade in cerca di strutture adatte per i loro trick, venendo spesso allontanati da forze dell'ordine, guardie giurate e persino privati cittadini, poiché, nella ricerca di spot, è possibile che gli skater invadano proprietà private.

## Lo skateboard in Italia
Sebbene l'Italia non vanti una cultura dello skateboard come quella californiana, soprattutto per la carenza di skatepark, sul finire degli anni settanta si venne a creare una vasta schiera di giovanissimi skater. La vera diffusione della disciplina si ebbe però intorno alla metà degli anni novanta, grazie anche alla costruzione di strutture adeguate come l'Elbo skatepark di Bologna.

Impianto di fronte al Colosseo

Attualmente la pratica dello skateboarding rientra nella FISR (Federazione Italiana Sport Rotellistici) e vengono organizzati ogni anno campionati italiani nelle categorie street, park e downhill. Pur non frequentando il circuito delle competizioni internazionali, uno degli atleti italiani più conosciuti a livello internazionale è Jacopo Carozzi, membro del team Baker Skateboards, Nike SB e Bronze 56k. Fra le donne troviamo Asia Lanzi, campionessa italiana categoria street con numerosi piazzamenti europei. Un altro atleta conosciuto internazionalmente è Giorgio Zattoni. Tra le giovani promesse dello skateboarding italiano vi sono invece Alessandro Mazzara e Indro Martinenghi. L'atleta più promettente è Ivan Federico, già medaglia di bronzo ai campionati mondiali di Malmö nel 2016 (Vans Park Series), con svariate presenze agli X Games e Dewtour. È inoltre il primo italiano a vincere una medaglia d'oro agli X Games ed aver partecipato ai Giochi della XXXII Olimpiade di Tokyo.
Un censimento delle aree attrezzate per lo skateboard (rampe e skatepark), così come vari skatespot in contesti urbani, è stato realizzato a partire dal 1999 dal sito SkateMap, che ha raccolto contributi della community skate, immagini e indicazioni da tutt'Italia. Tra gli appassionati italiani è forte la rivendicazione di luoghi di allenamento idonei; per quanto riguarda le strutture già esistenti, vi è il desiderio che siano sicure e ben mantenute. A tale polemica si accompagna spesso il paragone con gli altri sport – in particolare il calcio – i quali non si ritrovano mai a far fronte a questa carenza di strutture apposite.
Nel codice della strada, lo skateboard viene considerato come un acceleratore. L'articolo 190 cita al comma 8:
Invece, secondo il comma 9:
A causa di questi commi, uno sportivo praticante lo street skating all'interno di contesti urbani può essere considerato autore di un atto illecito. Tuttavia, secondo un'altra interpretazione giuridica, il comma 9 non intende vietare allo skater l'utilizzo delle strutture urbane, ma sottolinea solo che gli skater devono porre la massima attenzione nell'utilizzo delle strutture pubbliche affinché i passanti non corrano pericoli fisici.